# Jonas Neubauer
Jonas Neubauer (Los Ángeles, California, 19 de abril de 1981-Kaaawa, condado de Honolulu, Hawái, 5 de enero de 2021) fue un videojugador profesional y streamer estadounidense, siete veces campeón del mundo en el Campeonato Mundial Clásico de Tetris.

## Carrera
Neubauer creció en Redondo Beach. Comenzó a jugar al tetris a los 6-7 años en la computadora Macintosh de su tío y comenzó a jugar la versión de NES a los 9 años. En noviembre de 2006 proporcionó la primera grabación conocida de un juego "maxout" (999,999 puntos), y en septiembre de 2008 subió la primera grabación de un "maxout" logrado desde un inicio de nivel 19.
Compitió en el Campeonato Mundial de Tetris Clásico inaugural en 2010, que ganó al derrotar a Harry Hong en la final. Ganó los siguientes tres torneos antes de quedar segundo después de perder ante Harry Hong en 2014. Entre 2015 y 2017 ganó tres Campeonatos Mundiales más, antes de ser derrotado en la final de 2018 por Joseph Saelee, de 16 años.
En enero de 2018, mientras practicaba despejar 100 líneas, estableció accidentalmente un récord mundial por el tiempo más rápido para anotar 300,000 puntos, al hacerlo en 1 minuto y 57 segundos. En junio de 2018 estableció un (entonces) récord mundial de puntaje alto de 1.245.200 puntos.

## El señor de Albacete
El siete veces campeón mundial de tetris Jonas Neubauer era conocido como "el señor de Albacete" desde que el comentarista Ibai Llanos lo llamara así durante la consecución de una final del Campeonato Mundial Clásico de Tetris. Tal fue así que Neubauer abrazó su nuevo apodo e incluso figuraba en su biografía oficial de Twitter. El alcalde de la ciudad española invitó al campeón mundial de tetris a la capital manchega y Neubauer tuvo la ocasión de visitarla coincidiendo con la celebración del Salón de Manga "Albanime".

## Muerte
Neubauer falleció en Kaaawa la noche del 5 de enero de 2021 debido a una emergencia médica repentina. Tenía 39 años. Posteriormente se informó de que Neubauer falleció de una muerte cardíaca súbita provocada por una arritmia cardíaca de causas desconocidas. Su muerte fue tan repentina que generó un gran luto en el mundo de los videojuegos.
En su honor, se cambió el trofeo del Campeonato Mundial de Tetris por una "J" de Jonas, y se le dio el nombre "Trofeo Jonas Neubauer".